# Mississippi Coliseum
Mississippi Coliseum är en inomhusarena i den amerikanska staden Jackson i delstaten Mississippi. Den har en publikkapacitet på upp till 10 000 åskådare beroende arrangemang. Inomhusarenan ägs och underhålls av den delstatliga myndigheten Mississippi Department of Agriculture and Commerce. Mississippi Coliseum började byggas den 29 september 1960 och invigdes under sommaren av 1962. Den användes som hemmaarena för bland annat Jackson Bandits (1999–2003).